# Cagnotte du mort
 (juin 2022).
Une cagnotte du mort (en anglais : death pool ou dead pool) est un jeu de prédiction qui consiste à deviner quand quelqu'un mourra. Parfois, il s'agit d'un pari impliquant de l'argent.
Ce jeu rappelle les paris ou pools sportifs, dans lesquels les participants doivent choisir un nombre prédéterminé d'athlètes qu'ils espèrent voir obtenir de bonnes performances et dont les statistiques seront comparées durant une période de temps donnée.
Les origines véritables du jeu, bien que nébuleuses, semblent remonter au XVIe siècle, à l'époque où le pape Grégoire XIV décréta interdits tous les jeux de hasard pour la durée de son pontificat. Malgré tout, la légende veut que sa mort, dix mois plus tard, ait été le résultat d'une sorte de jeu de la mort.
Mais la version moderne du jeu a vu le jour en 1970, quand deux étudiants new-yorkais parièrent à savoir qui de Jack Benny ou de George Burns allait mourir en premier. Un an plus tard, ils invitèrent des amis à faire une liste plus étoffée, établirent quelques règles, et le premier vrai pool de la mort se déroula en 1971.
Les death pools se sont ensuite répandus sur internet, où de nombreuses compétitions du genre se tiennent, puis ont trouvé écho dans les médias. L'animateur radio américain Howard Stern en a organisé en ondes pendant quelques années.
Lorsque vient le temps de déterminer si une personnalité doit être ou non considérée comme de notoriété publique, certains pools de la mort exigent que les personnes choisies aient été mentionnées dans les médias par une agence de presse reconnue, alors que d'autres ne demandent qu'un consensus entre les joueurs en cas de litige. Un règlement qui peut paraître surréaliste mais qui est néanmoins commun à tous les pools de la mort est qu'un joueur devra être disqualifié s'il assassine une des personnalités qu'il a choisies dans son pool.
Des références aux pools de la mort sont faites dans le film La Dernière Cible (The Dead Pool), de Buddy Van Horn.